# تسوريتاما
تسوريتاما (باليابانية: つり球، بالروماجي: Tsuritama) هو مسلسل أنمي ياباني تلفزيوني من إنتاج استوديو أيه-1 بكتشرز، وإخراج كينجي ناكامورا، عرض الأنمي في 13 أبريل عام 2012 واستمر عرضه حتى 28 يونيو عام 2012، وتكون من 12 حلقة. تم ترخيص الأنمي في أمريكا الشمالية من قبل Sentai Filmworks، وفي المملكة المتحدة من قبل MVM Films، وتم ترخيصه في أستراليا من قبل Hanabee.

## القصة
تدور أحداث القصة عن يوكي ساندا هو طالب في مدرسة ثانوية يعيش في جزيرة إينوشيما مع جدته كيتو، عملها يتطلب منها تنقل المتكررة الذي يمنع يوكي من إنشاء أي صداقات، ولا يستطيع التواصل مع الناس بشكل جيد، وفي أحد الأيام ينتقل إلى مدرسته بفتى اسمه هارو
يدعي أنه فضائي ويريد العيش معه في منزله.

## الشخصيات

### الشخصيات الرئيسية
يوكي سانادا (باليابانية: 真田 ユキ، بالروماجي: Sanada Yuki)
مؤدي الصوت: ريوتا أوساكا
هارو (باليابانية: ハル، بالروماجي: Haru)
مؤدية الصوت: ميو إيرينو
ناتسوكي أوسامي (باليابانية: 宇佐美 夏樹، بالروماجي: Usami Natsuki)
مؤدية الصوت: كوكي أوتشياما
أكيرا أغاركار يامادا (باليابانية: アキラ・アガルカール・山田، بالروماجي: Akira Agarukāru Yamada)
مؤدي الصوت: توموكازو سوغيتا

### شخصيات ثانوية
كيت (باليابانية: ケイト، بالروماجي: Keito)
مؤدية الصوت: فومي هيرانو
كوكو (باليابانية: ココ، بالروماجي: Koko)
مؤدية الصوت:إميري كاتو
أيومي إينوي (باليابانية: 井上 歩، بالروماجي: Inoue Ayumi)
مؤدي الصوت: دايسوكي هوسومي
ميساكي (باليابانية: 海咲، بالروماجي: Misaki)
مؤدية الصوت: مينا توميناغا
تاماتسو أوسامي (باليابانية: 宇佐美 保، بالروماجي: Usami Tamotsu)
مؤدي الصوت: شيرو سايتو
ساكورا أوسامي (باليابانية: 宇佐美 さくら، بالروماجي: Usami Sakura)
مؤدية الصوت: يوي أوغورا
إيريكا أوسامي (باليابانية: 宇佐美 えり香، بالروماجي: Usami Erika)
مؤدية الصوت: نوزومي ياماموتو
أورارا (باليابانية: ウララ، بالروماجي: Urara)
مؤدي الصوت: تاكاهيرو ساكوراي

## وصلات خارجية
- الموقع الرسمي باللغة اليابانية
- تسوريتاما على موقع IMDb (الإنجليزية)
- تسوريتاما على موقع كينوبويسك (الروسية)
- تسوريتاما على موقع قاعدة بيانات الفيلم (الإنجليزية)
- تسوريتاما على موقع ANN anime (الإنجليزية)